# Hanaoka Seishū
Pour les articles homonymes, voir Hanaoka.
Hanaoka Seishū est un nom japonais traditionnel ; le nom de famille (ou le nom d'école), Hanaoka, précède donc le prénom (ou le nom d'artiste).
Hanaoka Seishū (華岡青洲, Hanaoka Seishū) (23 octobre 1760 - 21 novembre 1835) était un chirurgien japonais de l'époque d'Edo (1603-1868) qui avait des connaissances aussi bien en herbologie chinoise, qu'en médecine occidentale, qu'il avait apprise avec le rangaku (littéralement « études hollandaises », et par prolongation « étude occidentale »). Hanaoka est réputé pour être le premier à avoir pratiqué une opération chirurgicale sous anesthésie générale. Cette opération servit à retirer un cancer de la poitrine du patient, la première de son genre.

## Histoire
Hanaoka Seishū a étudié la médecine à Kyoto, puis est devenu médecin praticien à Wakayama, dans la province de Kii, où il est né. Il a aussi bien appris la médecine japonaise traditionnelle que la médecine européenne (importée par les Hollandais). En raison de la politique d'isolement de l'époque (Sakoku), peu de textes médicaux étrangers ont été autorisés à entrer au Japon. Ceci a limité l'accès de Hanaoka et d'autres médecins japonais aux développements médicaux de l'Occident.
Peut-être le chirurgien japonais le plus connu de la période Edo, Hanaoka était célèbre pour combiner les chirurgies hollandaise et japonaise et introduire des techniques chirurgicales modernes au Japon. Hanaoka a opéré avec succès l'hydrocèle, la fistule anale, et a même exécuté certains genres de chirurgie plastique. Il fut le premier chirurgien au Japon qui a opéré des cancers du sein et de la bouche, pour enlever l'os nécrotique, et à effectuer des amputations des extrémités. 
Une autre raison de cette relative obscurité est l'humilité personnelle du docteur Hanaoka, caractéristique des médecins de l'Antiquité, et encore de nos jours des médecins chinois traditionnels vivant et opérant dans les zones rurales et pauvres. Il semble que Hanaoka rejeta une grande partie du crédit qui lui était dû pour ses innovations. La formule de son Tsusensan était à l'époque un secret professionnel transmis uniquement à ses élèves, et ce probablement par ce que le dosage devait être très précis, au risque de se transformer en un poison mortel : en japonais kuzuri peut signifier à la fois drogue et poison. De fait, les effets sont particulièrement dangereux avec le Tsusensan si utilisé de façon imprudente, et car les effets apparaissent lentement, dans le même temps ils durent plus longtemps. À une époque où même des prières et des talismans en papier pouvaient être utilisés comme « traitements médicaux », les gens ordinaires de l'époque Edo auraient été probablement complètement paniqués et incompétents dans l'administration du Tsusensan, tandis que les médecins traditionnels d'Edo l'auraient utilisé à des fins politiques. Le choix de Hanaoka se porta donc sur la voie de la prudence, dans l'espoir que son anesthésiant ferait plus de bien que de mal. 
En outre, il finit sa vie dans les zones rurales du Japon, traitant les patients vivant dans des petits villages, plutôt que de se faire promouvoir auprès des grands de la Nation, ministres, magnats et aristocrates, en utilisant sa renommée. 

## Hua Tuo et le Mafeisan

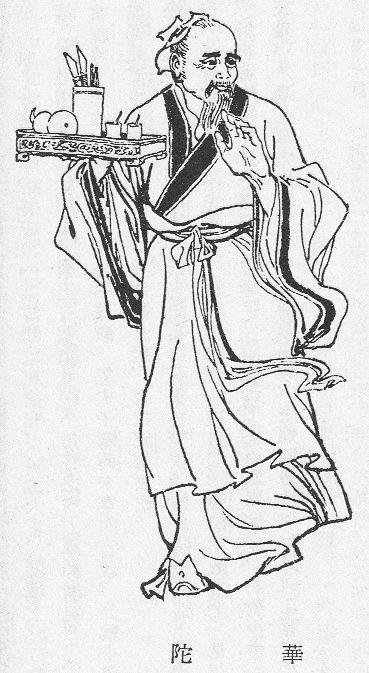
Hua Tuo.

Hua Tuo (華, 145-220) était un chirurgien chinois. Selon les Chroniques des Trois Royaumes (270 apr. J.-C.) et le Livre des Han postérieurs (430 apr. J.-C.), Hua Tuo a exécuté une opération chirurgicale sous anesthésie générale, utilisant une formule qu'il appelait le Mafeisan (麻沸散) et qui consistait à un mélange de vin et d'extraits de fines herbes. Hua Tuo utilisait même le Mafeisan pour effectuer des opérations importantes telles que la résection des intestins gangreneux. Avant l'opération, il administrait une potion anesthésique par voie orale, dissoute probablement dans du vin, afin d'induire un état d'inconscience et un blocage neuromusculaire partiel.
La composition exacte du Mafeisan, similaire à toutes les connaissances médicales de Hua Tuo, a été perdue quand il a brûlé ses manuscrits, juste avant sa mort. La composition de la poudre anesthésique n'est pas mentionnée dans les Chroniques des Trois Royaumes, ni dans le Livre des Han postérieurs. Puisque les enseignements confucéens considéraient le corps comme sacré et que la chirurgie était vue comme une forme de mutilation du corps, la chirurgie a été fortement découragée en Chine antique. Pour cette raison, et en dépit du succès de Hua Tuo avec l'anesthésie générale, la pratique de la chirurgie en Chine antique a disparu avec sa mort.
Le mot Mafeisan était composé de ma (麻, signifiant « cannabis, chanvre, engourdissements ou picotements»), fei (沸, signifiant « ébullition ou bouillonnant »), et san (散, signifiant « casser ou disperser », ou « médecine sous la forme de poudre »). Par conséquent, le mot mafeisan signifie probablement quelque chose comme « la poudre d'ébullition de cannabis ». Beaucoup de sinologues et d'érudits de médecine chinoise traditionnelle ont déduit la composition du Mafeisan de Hua Tuo, mais les composants exacts demeurent toujours peu clairs. La formule est censée contenir :
- bai zhi (Angelica dahurica),
- cao wu (草烏, Aconitum kusnezoffii),
- chuān xiōng (Ligusticum wallichii, ou Livèche de Szechuan),
- dong quai (Angélique de Chine, ou ginseng féminine),
- wu tou (烏頭, Aconitum carmichaelii),
- yang jin hua (洋金花, Datura stramoine, stramoine, pomme-épineuse, herbes-aux-taupes, chasse-taupe, herbe du diable, endormeuse, pomme poison, trompette des anges, herbe Jimson ou trompette de la mort),
- ya pu lu (Mandragore)
- rhododendron, et
- racine de jasmin.

D'autres ont suggéré que la potion ait pu également contenir du hachisch, du bhang, du shang-luh, ou encore de l'opium. Victor H. Mair a écrit que Mafei « semble être une transcription d'un certain mot indo-européen lié à la morphine ». Quelques auteurs pensent que Hua Tuo a pu avoir découvert l'analgésie chirurgicale par l'acuponcture, et que le Mafeisan n'avait rien à faire ou était simplement une adjonction à sa méthode d'anesthésie. Beaucoup de médecins ont essayé de recréer la formule basée sur les chroniques historiques mais aucun n'a obtenu la même efficacité clinique que Hua Tuo. Dans chaque cas, la formule de Hua Tuo ne semblait pas être efficace pour les opérations importantes.

## Formulation du Tsūsensan

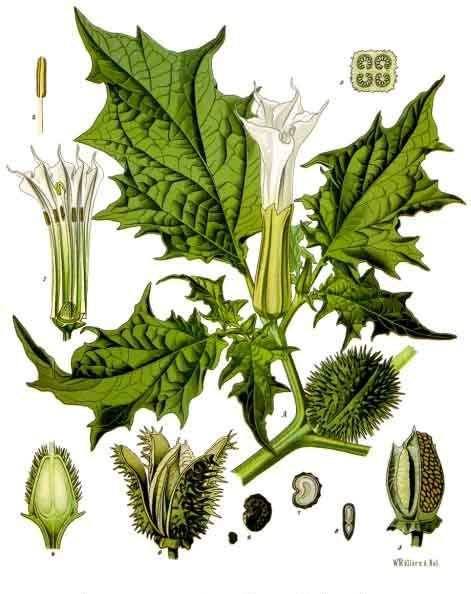
Datura stramonium, aussi appelée stramoine, pomme-épineuse, herbes-aux-taupes, chasse-taupe, herbe du diable, endormeuse, pomme poison, trompette des anges, herbe Jimson ou trompette de la mort).

Hanaoka était intrigué par le Mafeisan de Hua Tuo. À partir de 1785, Hanaoka a recherché à recréer un composé qui aurait les propriétés pharmacologiques semblables au Mafeisan. Son épouse, qui a participé à ses expériences en tant que volontaire, a perdu la vue à cause des effets secondaires défavorables. Après des années de recherche et d'expérimentation, il a finalement développé une formule qu'il a appelée Tsūsensan (également connu comme Mafutsu-san). Comme celui de Hua Tuo, ce composé s'est composé d'extraits de plusieurs plantes, incluant :
- huit morceaux de yang jin hua (Datura stramonium, stramoine, pomme-épineuse, herbes-aux-taupes, chasse-taupe, herbe du diable, endormeuse, pomme poison, trompette des anges, herbe Jimson ou trompette de la mort) ;
- deux morceaux de bai zhi (Angelica dahurica) ;
- deux morceaux de cao wu (Aconitum kusnezoffii) ;
- deux morceaux de chuān ban xia (Pinellia ternata) ;
- deux morceaux de chuān xiōng (Ligusticum wallichii) ;
- deux morceaux de dong quai (Angélique de Chine ou ginseng féminine) ;
- un morceau de tian nan xing (Arisaema rhizomatum or cobra lily).

Quelques sources parlent de l'Angélique officinale comme d'un autre ingrédient.
Le mélange était transformé en pâte, bouilli dans l'eau, puis administré comme boisson. Après deux à quatre heures, le patient devenait peu sensible à la douleur et passait alors dans l'inconscience. Selon le dosage, il pouvait rester sans connaissance pendant six à 24 heures. Les substances actives du Tsūsensan étaient : la scopolamine, l'hyoscyamine, l'atropine, l'aconitine et l'angelicotoxine. Une fois consommé en quantité suffisante, le Tsūsensan produisait un état d'anesthésie générale et une paralysie des muscles striés.
Shutei Nakagawa (1773-1850), un proche ami de Hanaoka, a écrit une petite brochure intitulée Mayaku-ko (« poudre narcotique ») en 1796. Bien que le manuscrit original ait été perdu dans un incendie en 1867, cette brochure décrit l'état de la recherche de Hanaoka sur l'anesthésie générale.

## Utilisation du Tsūsensan comme anesthésique général
Une fois perfectionné, Hanaoka a commencé à administrer sa nouvelle boisson sédative pour induire un état d'inconscience de ses patients équivalent à celui de l'anesthésie générale moderne. Kan Aiya (藍屋勘) était une femme de 60 ans dont la famille a été décimée par le cancer du sein - Kan étant la dernière des siens vivante. Le 13 octobre 1804, Hanaoka a exécuté une mastectomie partielle pour le cancer du sein de Kan Aiya, utilisant le Tsūsensan comme anesthésique général. Ceci est considéré aujourd'hui par certains comme la première documentation fiable d'une opération exécutée sous anesthésie générale. Presque quarante ans avant l'anesthésie générale de Crawford Long à Danielsville, en Géorgie.
Le succès de Hanaoka en utilisant cette opération indolore est rapidement devenu connu, et les patients ont commencé à arriver de toutes les régions du Japon. Hanaoka a continué à utiliser le Tsūsensan pour ses opérations, comprenant la résection des tumeurs malignes, l'extraction calculs rénaux, et les amputations des extrémités. Avant sa mort en 1835, Hanaoka a effectué plus de 150 opérations du cancer du sein. Il a également conçu et modifié des instruments chirurgicaux, et a formé et instruit beaucoup d'étudiants, utilisant sa méthode qui fut alors appelée : la méthode Hanaoka.

## Manuscrits
Hanaoka a écrit les travaux suivants. Aucun de ceux-ci n'a fait l'objet d'une publication imprimée. Comme c'était la coutume au Japon à cette époque, ils étaient tous des manuscrits qui plus tard ont été recopiés par ses étudiants pour leurs usages personnels.
- 1805 : Nyuigan chiken-roku, un livre qui fournit une description détaillée de la première opération de Hanaoka pour le carcinome mammaire.
- 1809 : Nyuigan zufu, un emaki en un rouleau qui a également décrit le cancer du sein.
- 1820 : Geka tekiyio.
- 1838: Hanaoka-ke chiken zumaki, un rouleau d'emaki dépeignant 86 cas différents, y compris la résection chirurgicale des fibromes et de l'éléphantiasis des organes génitaux.).
- Date inconnue : Hanaoka-shi chijitsu zushiki, un livre illustré qui dépeint ses opérations pour le traitement des conditions telles que le phimosis, l'arthrite, la nécrose et les hémorroïdes.
- Date inconnue : Seishuiidan, une série d'essais sur les expériences médicales et chirurgicales de Hanaoka.
- Date inconnue : Yoka hosen
- Date inconnue : Yoka shinsho, un livre sur la chirurgie.
- Date inconnue : Yoka sagen, un livre sur la chirurgie.

Les principes chirurgicaux de Hanaoka ont été également préservés dans une série de huit livres manuscrits par des anonymes, et connus à nous par les titres suivants :  Shoka shinsho, Shoka sagen, Kinso yojutsu, Kinso kuju, Geka chakuyo, Choso benmei, Nyuiganben, et Koho benran. Aucune date n'est connue pour ces écritures. Puisque les manuscrits de Hanaoka étaient fais par lui-même et recopiés et qu'aucun n'a été jamais édité, il est douteux que beaucoup de copies de ses écritures chirurgicales soient encore existantes.

## Postérité
Bien qu'on dise que certains de ses patients ont bénéficié du travail de Hanaoka, il n'a apparemment eu aucun impact sur le développement de l'anesthésie générale dans le reste du monde. La politique d'isolement du shogunat de Tokugawa (Sakoku) a empêché les travaux de Hanaoka d'être rendus publics jusqu'à la fin de l'isolement en 1854. À ce moment-là, différentes techniques pour l'anesthésie générale avaient été indépendamment développées par les scientifiques et les médecins américains et européens. La société japonaise des anesthésistes a cependant incorporé une représentation de la Datura stramonium dans son logo en l'honneur du travail pionnier de Hanaoka.
La maison de Hanaoka a été préservée  dans sa ville natale (Naga-cho, Kinokawa, Wakayama). Elle est le lieu d'expositions interactives en japonais et en anglais. Elle se trouve à côté d'une faculté, où ont été formés des médecins et des infirmières pour rendre hommage à Hanaoka et à son travail.

## Dans la fiction
L'écrivaine japonaise Sawako Ariyoshi a publié, en 1966, une chronique historique intitulée Kae ou les deux rivales, dans laquelle elle évoque la vie et l'œuvre de Hanaoka Seishū, en narrant une rivalité fictive entre sa mère et son épouse,. En 1967, le cinéaste japonais Yasuzō Masumura a réalisé une adaptation cinématographique de l'œuvre romanesque, sous le titre La Femme du docteur Hanaoka.